# Anastrangalia sanguinea
Espèce
Anastrangalia sanguinea est une espèce d'insecte appartenant à la famille des Cerambycidés.

## Synonymie
Selon Catalogue of Life (26 août 2014) : 
- Brachyleptura boulderensis Casey, 1913
- Leptura sanguinea LeConte, 1859
- Strangalia apicata Casey, 1924